# 贾家垣乡
贾家垣乡，是中华人民共和国山西省吕梁市柳林县下辖的一个乡镇级行政单位。

## 行政区划
贾家垣乡下辖以下地区：
裴家垣村、冯家垣村、枣林村、德岗垣村、刘家垣村、王家岭村、柿则垣村、贾家垣村、红管村、龙花垣村、下龙花垣村、寨则上村、车家塔村、刘家山村、北凹村、李家焉村、马家塔村、曹家沟村、梁家渠村、龙沟村和韩家峪村。